# Robert Theodor Heyne
Robert Theodor Heyne (* 13. April 1815 in Witznitz bei Borna; † 13. November 1848 in Dresden) war ein deutscher Appellationsrat.
Robert Theodor Heyne wurde als Sohn eines Geistlichen geboren. Er erhielt anfangs Unterricht von seinem Vater und besuchte später die Fürstenschule in Grimma. Zu Ostern 1833 begann er ein Studium der Rechte an der Universität in Leipzig und legte dort zu Ostern 1836 sein Examen ab. Im Anschluss an sein Studium war er erst Rechtskandidat und später Gerichtsaktuar beim Advokaten und Gerichtsdirektor Dr. August Ludwig Mothes (* 15. Mai 1794; † 19. Januar 1856) in Leipzig.
1837 gab Robert Theodor Heyne seine Stelle beim Gericht auf und es wurde seinem Ersuchen stattgegeben, als Auditor an den Arbeiten des Appellationsgerichtes in Dresden teilzunehmen. 1840 wurde er zum Aktuar beim Kreisamt Budissin ernannt, nachdem er dort interimistisch eine der dortigen Assessuren (Beisitzerstelle bei Gericht) innehatte und die Gerichte in Schönbach verwaltete. 1842 wurde er als Hilfsarbeiter „cum voto plono“ („mit voller Stimme“) in das Appellationsgericht nach Dresden zurückgerufen. 1843 erfolgte seine Ernennung als Beisitzer am Appellationsgericht in Dresden und 1844 trat er als Kommissionsrat in die neu errichtete Kommission für die Einführung des Gesetzes über das Grund- und Hypothekenwesen ein.
1847 wurde er Appellationsrat beim Dresdner Appellationsgericht und war Mitglied der Kommission zur Prüfung der Advokaten-Specimina.
Aufgrund einer Masern-Erkrankung verstarb er bereits mit 33 Jahren.

## Werke
- Über die Cumulation des Eidesantrags mit anderen Beweismitteln. Dresden; Leipzig: Arnold 1840.[5]
- De Voluntatis tacite patefactae et praesumtae vi atque indole ejusque injure effectibus, commentatio juridica cujus auctor Robertus Theodorus Heyne. Dresdae et Lipsiae: Apud C. Arnold, 1840.
- Untersuchung practisch wichtiger Materien aus dem Gebiete des im Königreiche Sachsen geltenden Rechts : Nebst einem Anhange interessanter Erkenntnisse Sächsischer Spruchbehörden. Dresden: Arnold 1844
- Commentar über das königlich sächsische Gesetz, die Grund- und Hypothekenbücher und das Hypothekenwesen betreffend, vom 6. November 1843 Bd. 1. Leipzig: Tauchnitz 1846.
- Commentar über das königlich sächsische Gesetz, die Grund- und Hypothekenbücher und das Hypothekenwesen betreffend, vom 6. November 1843 Bd. 2. Leipzig: Tauchnitz 1846.
- Erörterungen aus dem Grundeigenthums- und Hypothekenrechte : nach gemeinem und partikularem, besonders Sächsischem Rechte. Leipzig: Tauchnitz 1847.[6]